# New York Jets 1991
La stagione 1991 dei New York Jets è stata la 22ª della franchigia nella National Football League, la 32ª complessiva. La stagione regolare terminò con un record di 8–8, strappando la qualificazione ai playoff all'ultima partita. Nel turno delle wild card i Jets furono eliminati dagli Houston Oilers per 17–10.
Nel 2004, Mike Tanier di Football Outsiders classificò i Jets del 1991 come una delle peggiori squadre di sempre ad essersi qualificate per i playoff:

## Scelte nel Draft 1991
| Scelte dei Jets nel Draft 1991 | Scelte dei Jets nel Draft 1991 | Scelte dei Jets nel Draft 1991 | Scelte dei Jets nel Draft 1991 | Scelte dei Jets nel Draft 1991 |
| Giro                           | Scelta                         | Giocatore                      | Ruolo                          | College                        |
| ------------------------------ | ------------------------------ | ------------------------------ | ------------------------------ | ------------------------------ |
| 2                              | 34                             | Browning Nagle                 | Quarterback                    | Louisville                     |
| 3                              | 63                             | Mo Lewis                       | Linebacker                     | Georgia                        |
| 4                              | 94                             | Mark Gunn                      | Defensive tackle               | Pittsburgh                     |
| 6                              | 148                            | Blaise Bryant                  | Running back                   | Iowa State                     |
| 7                              | 175                            | Mike Riley                     | Defensive back                 | Tulane                         |
| 8                              | 202                            | Doug Parrish                   | Defensive back                 | Memphis                        |
| 9                              | 234                            | Paul Glonek                    | Defensive tackle               | Arizona                        |
| 10                             | 261                            | Al Baker                       | Running back                   | Kentucky                       |
| 11                             | 288                            | Rocen Keeton                   | Linebacker                     | UCLA                           |
| 12                             | 315                            | Mark Hayes                     | Offensive tackle               | Arizona State                  |

## Roster
| Roster dei New York Jets nel 1991 |
| --- |
| Quarterback - 8 Browning Nagle - 7 Ken O'Brien - 11 Troy Taylor Running Back - 30 Brad Baxter FB - 29 A. B. Brown KR - 34 Johnny Hector - 24 Freeman McNeil - 32 Blair Thomas Wide Receiver - 87 Chris Burkett - 89 Dale Dawkins - 81 Terance Mathis - 85 Rob Moore - 88 Al Toon Tight End - 80 Mark Boyer - 84 Chris Dressel - 82 Pat Kelly - 86 Ken Whisenhunt Offensive Linemen - 66 Dave Cadigan G - 69 Jeff Criswell T - 62 Roger Duffy G - 75 Irv Eatman T - 72 Brett Miller T - 53 Jim Sweeney C - 67 Dwayne White G Defensive Linemen - 90 Dennis Byrd DT - 98 Darrell Davis DE - 91 Paul Frase DE - 96 Mark Gunn DT - 56 Jeff Lageman DE - 94 Scott Mersereau DT - 71 Bill Pickel DT - 97 Marvin Washington DE Linebacker - 59 Kyle Clifton MLB - 52 John Galvin MLB - 55 Bobby Houston OLB - 95 Troy Johnson OLB - 58 Joe Kelly OLB - 57 Mo Lewis OLB Defensive Back - 43 Michael Brim CB - 40 James Hasty CB - 25 R.J. Kors CB - 22 Erik McMillan FS - 21 Don Odegard CB - 45 Tony Stargell CB - 48 Brian Washington SS - 31 Lonnie Young FS Special Team - 4 Louie Aguiar P - 2 Raul Allegre K - 64 Trevor Matich LS Lista delle riserve - 79 Mike Haight G (IR) - 5 Pat Leahy K (IR) |
| Legenda - I rookie sono in corsivo. - Il primo ruolo è il principale mentre gli eventuali successivi indicano i ruoli secondari. - (IR) sta per Injured Reserve ed indica la lista ristretta per un solo giocatore infortunato che può tornare ad allenarsi dopo la settimana 6 e a rientrare in prima squadra dopo che questa ha giocato 8 partite. - (NF-Inj.) / (NF-Ill.) stanno rispettivamente per Non-Football Injured e Non-Football Illness ed indicano le liste dove viene inserito un giocatore che ha un infortunio o una malattia non dipendente dal football americano. - (PUP) sta per Physically Unable to Perform ed indica la lista dove viene inserito un giocatore mentre è in attesa di recuperare la condizione fisica. Nella stagione regolare dopo la sesta partita giocata dalla propria squadra, il giocatore ha tempo tre settimane per riprendere ad allenarsi, più tre settimane aggiuntive dal suo rientro agli allenamenti per rientrare in prima squadra. |

## Calendario
| Stagione regolare | Stagione regolare       | Stagione regolare  | Stagione regolare  |                    |
| Turno             | Avversario              | Risultato          | Stadio             |                    |
| ----------------- | ----------------------- | ------------------ | ------------------ | ------------------ |
| 1                 | Tampa Bay Buccaneers    | V 16–13            | The Meadowlands    |                    |
| 2                 | at Seattle Seahawks     | S 20–13            | Kingdome           |                    |
| 3                 | Buffalo Bills           | S 23–20            | The Meadowlands    |                    |
| 4                 | at Chicago Bears        | S 19–13 (dts)      | Soldier Field      |                    |
| 5                 | Miami Dolphins          | V 41–23            | The Meadowlands    |                    |
| 6                 | at Cleveland Browns     | V 17–14            | Cleveland Stadium  |                    |
| 7                 | Houston Oilers          | S 23–20            | The Meadowlands    |                    |
| 8                 | at Indianapolis Colts   | V 17–6             | Hoosier Dome       |                    |
| 9                 | Settimana di pausa      | Settimana di pausa | Settimana di pausa | Settimana di pausa |
| 10                | Green Bay Packers       | V 19–16 (dts)      | The Meadowlands    |                    |
| 11                | Indianapolis Colts      | S 28–27            | The Meadowlands    |                    |
| 12                | at New England Patriots | V 28–21            | Foxboro Stadium    |                    |
| 13                | San Diego Chargers      | V 24–3             | The Meadowlands    |                    |
| 14                | at Buffalo Bills        | S 24–13            | Rich Stadium       |                    |
| 15                | at Detroit Lions        | S 34–20            | Pontiac Silverdome |                    |
| 16                | New England Patriots    | S 6–3              | The Meadowlands    |                    |
| 17                | at Miami Dolphins       | V 23–20 (dts)      | Joe Robbie Stadium |                    |

### Playoff
| Playoff | Playoff          | Playoff           | Playoff   | Playoff           |
| Turno   | Data             | Avversario        | Risultato | Stadio            |
| ------- | ---------------- | ----------------- | --------- | ----------------- |
| WC      | 29 dicembre 1991 | at Houston Oilers | S 17–10   | Houston Astrodome |

## Classifiche
| AFC East             | AFC East | AFC East | AFC East | AFC East | AFC East | AFC East | AFC East | AFC East | AFC East |
|                      | V        | S        | P        | %        | DIV      | CONF     | PF       | PS       | STR      |
| -------------------- | -------- | -------- | -------- | -------- | -------- | -------- | -------- | -------- | -------- |
| (1) Buffalo Bills    | 13       | 3        | 0        | .813     | 7–1      | 10–2     | 458      | 318      | S1       |
| (6) New York Jets    | 8        | 8        | 0        | .500     | 4–4      | 6–6      | 314      | 293      | V1       |
| Miami Dolphins       | 8        | 8        | 0        | .500     | 4–4      | 5–7      | 343      | 349      | S2       |
| New England Patriots | 6        | 10       | 0        | .375     | 4–4      | 5–9      | 211      | 305      | S1       |
| Indianapolis Colts   | 1        | 15       | 0        | .063     | 1–7      | 1–11     | 143      | 381      | S6       |